# Stuart Baird
Stuart Baird (30 november 1947) is een Brits filmmonteur. Baird was ook regisseur en producent van enkele films.
Initieel werkte Baird samen met regisseur Ken Russell. Hij was assistent-monteur voor The Devils en monteerde Tommy, Lisztomania en Valentino. Als producent werkte hij mee aan een vijfde project van Russell, Altered States. Baird werkte nadien ook geruime tijd in een vaste samenwerking met regisseur Richard Donner. Hij werd tweemaal genomineerd voor de Academy Award for Best Film Editing, de Oscar voor beste montage. In 1978 voor de montage van Superman van Richard Donner, in 1988 voor de montage van Gorillas in the Mist van Michael Apted.

## Filmografie

### Als filmmonteur
- 1971: The Devils (als assistent-monteur)
- 1975: Tommy
- 1975: Lisztomania
- 1976: The Omen
- 1977: Valentino
- 1978: Superman
- 1981: Outland
- 1982: Five Days One Summer
- 1985: Revolution
- 1985: Ladyhawke
- 1987: Lethal Weapon
- 1988: Gorillas in the Mist
- 1989: Tango & Cash
- 1989: Lethal Weapon 2
- 1990: Die Hard 2
- 1991: The Last Boy Scout
- 1992: Radio Flyer
- 1993: Demolition Man
- 1994: Maverick
- 1996: Executive Decision
- 2002: Star Trek: Nemesis
- 2005: The Legend of Zorro
- 2006: Superman II: The Richard Donner Cut
- 2006: Casino Royale
- 2008: Vantage Point
- 2010: Edge of Darkness
- 2010: Salt
- 2011: Green Lantern
- 2012: Skyfall
- 2017: Bitter Harvest
- 2018: Tomb Raider

### Als regisseur
- 1996: Executive Decision
- 1998: U.S. Marshals (film)
- 2002: Star Trek: Nemesis

### Als producent
- 1980: Altered States
- 2017: Bitter Harvest

- Biblioteca Nacional de España: XX1295387
- Bibliothèque nationale de France: cb14076420b (data)
- Gemeinsame Normdatei: 124920063
- International Standard Name Identifier: 0000 0001 1992 413X
- Library of Congress Control Number: no97075997
- Nationale Bibliotheek van Israël: 987007391945005171
- Nederlandse Thesaurus van Auteursnamen: 152472142
- Istituto Centrale per il Catalogo Unico: REAV096453
- SNAC: w6jc07f9
- Virtual International Authority File: 79174991
- WorldCat: E39PBJyrTrb6h3W6wVx6WxFxjC